# Eimeria anseris
Eimeria anseris nnależy do królestwa protista, rodziny Eimeriidae, rodzaj Eimeria. Wywołuje u gęsi chorobę pasożytniczą - kokcydiozę. Eimeria anseris pasożytuje w jelicie cienkim.